# Quách phu nhân (Tống Hiếu Tông)
Thành Mục Hoàng hậu (chữ Hán: 成穆皇后; 1126 - 1156), là chính thất đầu tiên của Tống Hiếu Tông Triệu Bá Tông.
Bà chưa từng được làm Hoàng hậu, danh vị Hoàng hậu của bà được Tống Hiếu Tông truy phong, do bà mất trước khi ông lên ngôi.

## Tiểu sử
Thành Mục Hoàng hậu có họ Quách (郭氏), nguyên quán ở Tường Phù, Khai Phong, là con gái của Chiêu Khanh quân Tuyên sứ Quách Giam (郭瑊), sau truy phong "Vinh vương" (榮王), là cháu nội của Quách Trực Khanh (郭直卿), họ hàng xa với Chương Mục Hoàng hậu của Tống Chân Tông. Mẹ bà không rõ gia thế, được tặng "Thục Quốc phu nhân" (淑國夫人), là người trong tôn thất nhà Tống. Bà còn có hai người em trai là Quách Sư Vũ (郭师禹) và Quách Sư Nguyên (郭师元) được ban làm "Tuyên sứ". Quách Sư Vũ dưới thời Tống Quang Tông được phong "Vĩnh Ninh Quận vương" (永宁郡王) chức "Thái bảo".
Bà thành thân với Tống Hiếu Tông khi ông còn là Hoàng tử, được phong Ninh Quận phu nhân (寧郡夫人) và là sinh mẫu của 4 người con trai còn sống đến khi trưởng thành của Tống Hiếu Tông, trong đó có Tống Quang Tông. Bà đã không sống được tới ngày đăng cơ của Tống Hiếu Tông mà qua đời vào năm Thiệu Hưng thứ 26 (1156) khi mới tròn 30 tuổi, được Tống Cao Tông truy phong là Thục Quốc phu nhân (淑國夫人) sau cải phong Phúc Quốc phu nhân (福國夫人). Khi Tống Hiếu Tông được phong Thái tử thì bà được truy phong làm Thái tử phi. 
Sau khi Tống Hiếu Tông lên ngôi, bà được truy phong làm Hoàng hậu, thuỵ hiệu là Cung Hoài Hoàng hậu (恭怀皇后), không lâu sau đổi thành Yên Mục Hoàng hậu (安穆皇后), sau đó cải thành Thành Mục Hoàng hậu (成穆皇后). Hợp táng với Tống Hiếu Tông tại Vĩnh Phụ lăng (永阜陵).

## Hậu duệ
1. Triệu Thực (赵愭; 1144 - 1167), lập làm Thái tử năm 1165 nhưng mất sớm, thuỵ là Trang Văn Thái tử (莊文太子).
2. Triệu Khải (趙愷; 1146 - 1180), mất trước khi Tống Hiếu Tông thoái vị, thuỵ là Ngụy Huệ Hiến vương (魏惠憲王).
3. Tống Quang Tông Triệu Đôn (赵惇; 30 tháng 9, 1147 - 17 tháng 9, 1200).
4. Triệu Khác (趙恪), chết yểu, thuỵ là Thiệu Điệu Túc vương (邵悼肃王).